# 瘦果
瘦果是單果類乾果中的一種閉果，由一或多心皮的子房發育而成，果實內僅一枚種子，種子只有一點（處）與子房壁相接，成熟時種皮與果皮易分開，如單心皮的白头翁 (植物)、二心皮的向日葵、三心皮的荞麦。